# Lingua italiana nella musica
Il successo, nel Settecento, dell'italiano, come lingua per i testi cantati nel melodramma dipese da molti fattori che coinvolsero compositori, cantanti, musicisti nelle varie nazioni d'Europa: in particolare, i cantanti venivano contesi dalle più importanti corti europee; i compositori degli altri paesi dovettero adattare la propria produzione secondo impostazioni tipiche dell'opera italiana e, spesso, in lingua italiana. In alcune città europee, come Vienna, gli italiani costituirono uno dei centri più fervidi per quanto riguarda la stesura di libretti per melodramma. Importanti poeti e librettisti, infatti, come Apostolo Zeno o Pietro Metastasio, sono considerati tra i maggiori responsabili del successo del melodramma italiano. Fu proprio quest'ultimo a riformare l'impostazione del melodramma secondo precisi schemi attenenti alle unità aristoteliche.
L'esito dell'opera italiana (e di conseguenza la diffusione dell'italiano) fu alquanto diverso nelle varie nazioni europee, in quanto si dovette sempre confrontare con una tradizione operistica locale: in alcuni casi, come la Francia, si sviluppò addirittura una vera e propria questione linguistica sul francese e l'italiano e su quale delle due lingue fosse più appropriata per i testi cantati nel melodramma.
In ogni caso, comunque, il successo che conobbe il teatro musicale all'italiana, dal Settecento fino alla prima metà del Novecento, le ha conferito il primato di "lingua dell'opera": ancora oggi l'apprendimento dell'italiano costituisce, nella maggior parte dei casi, una tappa obbligata per coloro che si preparano alla professione del cantante lirico.
Infine, dal punto di vista del lessico, la maggior parte dei termini per indicare il tempo, la dinamica e l'agogica sono scritti in lingua italiana e vengono utilizzati ancora oggi negli spartiti di musica classica in tutto il mondo.

## La diffusione dell'italiano nell'opera fuori dall'Italia nel Seicento e nel Settecento
Uno dei motivi principali della diffusione dell'italiano, nella fattispecie di lingua per musica nel panorama europeo sei-settecentesco, è stato sicuramente la scelta da parte di artisti (specialmente i cantanti) del repertorio e dell'uso della lingua italiana. Nelle principali corti d'Europa venivano chiamati, o giungevano di loro iniziativa, compositori, librettisti, cantanti che grazie ad una fiorente attività di impresa, tipica dell'operismo italiano, potevano realizzare la loro produzione artistica. La diffusione dell'italiano, in questo contesto musicale europeo, è da interpretarsi quasi esclusivamente come un'esigenza artistica degli esecutori più che ad una preferenza linguistica del pubblico, che passava in secondo piano.

### In Francia
La diffusione dell'opera italiana in Europa, e specialmente in Francia, si realizza in un periodo che va all'incirca dalla fine della guerra dei Trent'anni fino alla metà del Settecento. I musicisti italiani, virtuosi dell'epoca, con le loro tournée, diffondono l'opera cantata presso corti, teatri pubblici di altre nazioni europee, verso spettatori spesso non capaci di intendere la lingua, ma altresì capaci di intenderne l'espressività musicale e drammatica. Si assiste pertanto ad una sorta di italianismo centrifugo con un conseguente affermarsi definitivo di questo idioma come lingua europea del melodramma e del canto nel panorama teatrale-musicale, in un periodo in cui in Europa il francese si assicurava una diffusione come organo di comunicazione della cultura sia di alto profilo che di uso quotidiano e intellettuale.

#### Contesto storico-culturale
Nel Seicento, la presenza dell'opera italiana in Francia si dovette confrontare con una tradizione operistica seria (tragédie-lyrique o tragédie en musique) da parte di librettisti come Quinault o addirittura Molière, o con forme musicali e di danza teatrale come il ballet de cour e la comédie-ballet da parte di Jean Baptiste Lully, musicista alla corte di Luigi XIV, passando quindi in secondo piano.
La diffusione dell'opera italiana in questo caso fu quindi molto limitata: tra il 1640 e il 1660 furono introdotte da Mazzarino opere quali La finta pazza, del 1645 (libretto di Giulio Strozzi, musica di Francesco Socrati) e Orfeo di Luigi Rossi, risalente al 1647, subito osteggiate dal pubblico francese e completamente oscurate dal melodramma lulliano che dominò indisturbato fino alla fine del secolo.
È da notare, comunque, che nel privilegio reale emanato nel 1672 da Luigi XIV in favore di Lully figura il riferimento alla possibilità dell'uso di altre lingue oltre al francese (Becker, 1981), mentre nel privilegio concesso a Pierre Perrin tre anni prima si indicava come unica lingua delle rappresentazioni operistiche il francese.
Con il tramonto del melodramma lulliano (anche se opere di Lully verranno eseguite fino agli anni '70 del Settecento), all'inizio del XVIII Secolo, si manifestano nuove influenze italiane veicolate da nuove forme di musica teatrale come l'opéra-ballet e la comédie-lyrique e la lingua italiana viene utilizzata per alcune arie nell'opera.
L'uso del francese è ancora legato alla tradizione nazionale e all'operismo di Jean Philippe Rameau, ma la svolta a favore dell'opera italiana si avrà nella metà del '700 con la Serva padrona di Pergolesi, che suscitò la ben nota Querelles des bouffons.
In Francia, la diffusione dell'italiano nel teatro musicale avviene in un contesto di generale conoscenza della lingua italiana intesa come strumento di cultura e veicolo di grande e apprezzata tradizione letteraria. Nonostante nel XVI secolo il prestigio e la diffusione della lingua italiana si fossero ridotti notevolmente, già nel XVII secolo si assiste ad un fenomeno di apprendimento dell'italiano da parte di amanti della letteratura e commedia italiana, come colte gentildonne. La diffusione e l'apprezzamento dell'italiano sono così diffuse da far suscitare reazioni anti-italiane come quella del Bouhours (si veda la sezione dedicata alle questioni linguistico-musicali in Francia). La conoscenza dell'italiano è ancora maggiore nel XVIII secolo come testimonia il Goldoni, nelle sue Mémoires, giunto a Parigi come precettore: "Cette langue est en vogue en France plus que jamais. Le goût de la nouvelle musique y a beacoup contribué (questa lingua è di moda in Francia più che mai. Vi ha contribuito molto il gusto della nuova musica". Una testimonianza di questa diffusione dell'italiano in Francia si ha in Voltaire, che considerava la lingua italiana insieme all'inglese come indispensabile per la comunicazione culturale in un 'Europa cosmopolita e pre-rivoluzionaria; una lingua da lui denominata langage des Dames, diffusa quindi fra le colte signore dell'alta società, dove si compenetravano le caratteristiche di lingua dalla conversazione galante e dai tratti aulici tipici del melodramma.
Una conferma della diffusione dell'italiano in Francia, oltre che testimonianze individuali, dipendenti comunque da giudizi personali, è attestata da una notevole quantità di grammatiche e vocabolari pubblicati per agevolare la comprensione della lingua, soddisfacendo una richiesta che doveva essere alquanto ampia. Un esempio fu il Dictionaire de la musique di Jean-Jacques Rousseau del 1767.

### Nei paesi di lingua tedesca
L'opera italiana nei paesi di lingua tedesca conosce una sua diffusione generale dopo il 1620-1640, otto anni prima della Pace di Westfalia che segnò la fine della Guerra dei trent'anni nei territori del Sacro Romano Impero. Non essendo ancora costituita una vera e propria tradizione operistica tedesca (pur assistendo a tentativi di costruirne una) si assiste ad un duplice caso di diffusione: nelle città e corti di maggiore importanza, si afferma l'opera italiana; nelle corti minori invece (con limitate disponibilità economiche che quindi non consentivano di ospitare compositori, librettisti e cantanti italiani) domina l'opera tedesca.

#### L'operismo italiano nei paesi di lingua tedesca
L'opera italiana domina incontrastata nei territori della Germania odierna in città quali Dresda, Hannover, Stoccarda, Berlino, Monaco di Baviera e dell'Austria come Salisburgo e Vienna. In città come Amburgo, al Teatro dell'Opera, si assiste al tentativo di costruire un operismo tedesco contrapposto volutamente a quello italiano. Gli argomenti trattati derivano dalla tradizione veneziana (mitologia e storia antica) e francese, ma la lingua dominante è quella tedesca; da notare che per alcune arie veniva usato l'italiano e per le didascalie il francese: questo era dovuto alla provenienza degli artisti, in particolare i cantanti.
A Vienna l'opera italiana, a partire dagli anni '30 del Seicento (in particolare dalla metà del secolo sotto l'imperatore Leopoldo I d'Asburgo), domina incontrastata fino alla metà del Settecento. Gli artisti del teatro musicale (compositori, librettisti, cantanti, ballerini, scenografi) venivano stipendiati dall'imperatore diventando un'autorità in questo campo. Da ricordare il caso di Pietro Metastasio, principale librettista europeo che mantenne fervida la sua produzione letteraria per sessant'anni.
Gli ultimi decenni del Settecento vedono però una cristi del teatro musicale italiano a Vienna, per varie ragioni: la politica culturale di Giuseppe II (sebbene musicista ed conoscitore dell'opera), che comunque prestava attenzione alla vita musicale di corte, in alcuni periodi vietò di comporre opere in italiano (o che trattassero argomenti censurati dalla politica stessa) sia per ragioni politico-culturali sia per dare maggiore spazio all'opera tedesca, istituendo nel 1773 una compagnia di Nationalsingspiel. Un ulteriore aggravarsi di questa crisi culturale a dispetto dell'opera italiana si ebbe con il successore di Giuseppe II, Leopoldo II d'Asburgo-Lorena, che non amava la musica e sosteneva, insieme alla moglie Maria Luisa, l'opera seria.
Il classicismo e il romanticismo decreteranno, con i principi del nazionalismo linguistico, la fine dell'opera italiana in Austria e in Germania. Il Singspiel' , genere del tutto tedesco (dove il recitativo è sostituito dai dialoghi), troverà sempre più spazio a partire dall'ultimo ventennio del secolo. L'opera italiana, specialmente le grandi opere in italiano di Mozart, rimane ancora in auge, ma si afferma sempre di più l'opera nazionale. È senz'altro da aggiungersi che la diffusione dell'italiano nei paesi di lingua tedesca non avvenne solo per ragioni letterarie, come in Francia o in Inghilterra, ma fu accompagnata da una componente d'uso pratico della lingua. Questa ragione è da ricercarsi nei secoli del tardo Medioevo, quando molti studenti tedeschi, recatisi in Italia a studiare nelle università, iniziarono l'apprendimento della lingua italiana sotto un aspetto commerciale e di cultura in generale. Un italiano, quindi, dalle caratteristiche pratiche e colloquiali.
Nonostante però questa crisi culturale di fine secolo, l'opera italiana a Vienna poté vantarsi di eminenti librettisti quali Lorenzo Da Ponte, Giambattista Casti, Giovanni Bertati, Caterino Mazzolà e di compositori quali Antonio Salieri e Mozart.
Per quanto riguarda la comprensione della lingua italiana,Da Ponte ha testimoniato che il pubblico viennese era ormai da tempo abituato ad ascoltare opere in italiano, grazie alla grande diffusione della lingua italiana (anche in altri ambiti) e ne aveva un elevato indice di comprensione.
Ci sono stati casi, fuori da Vienna, di opere in stile italiano, con musica italiana, in lingua tedesca: Metastasio, in una lettera del 1777 a Mattia Verazi a Mannheim dichiara di essere favorevole all'uso del tedesco in opere italiane allo scopo di renderle più comprensibili linguisticamente, pur non essendo, il tedesco, molto adattabile all'opera italiana. Casi, addirittura, di traduzione in tedesco di opere di Mozart si verificano nell'ultimo decennio del XVIII Secolo, sia a Vienna che in altre città. Da citare, inoltre casi inversi come rappresentazioni in italiano dello Zauberflöte da parte di Giovanni De Gamerra a Dresda nel 1794, un anno dopo la rappresentazione originale.
Nell'ambito delle singole personalità artistiche si hanno casi di compositori tedeschi, come Handel; che apprezzato in vita come grande operista, musicò opere quasi esclusivamente in italiano; e come Haydn, che si dedicò quasi totalmente ad un repertorio librettistico italiano, sia serio che comico. Compositori più centrifughi, che operarono in Italia, in Francia e in città tedesche come Jommelli, Traetta e lo stesso Salieri, molto attenti al rinnovamento delle forme musicali dell'epoca, testimoniano con la loro produzione quanto l'uso dell'italiano fosse ancora saldo nei paesi di lingua tedesca, al contrario della Francia, dove la tradizione nazionale si operava per imporre la propria lingua.

#### Non solo una lingua per musica
La diffusione dell'italiano nei paesi di lingua tedesca si fa sempre più ampia sul finire del XVII secolo trovando spazio nelle corti di Vienna, Salisburgo e anche in quella di Dresda. Una testimonianza del 1675 di Lorenzo Magalotti ci fa presente di come alla corte di Vienna non era necessario l'apprendimento del tedesco, dal momento che l'italiano era parlato comunemente nell'alta società e che le dame di corte lo utilizzavano non solo per comunicare con italiani ma anche tra di loro. Per quanto riguarda il XVIII secolo, sono lo stesso Metastasio e il Da Ponte, che, inseriti nell'ambiente operistico italiano a Vienna, testimoniano la possibilità di vivere a Vienna senza dover imparare il tedesco.
Quest'ampia diffusione dell'italiano a Vienna è documentata inoltre dall'esistenza di giornali in lingua italiana come il Corriere Ordinario (1671-1746), le Notizie diverse da Vienna (1778-1789), la Vox Populi (1790-1791).
Nel caso specifico di Vienna, la lingua italiana, oltre che affermata lingua dell'opera e riconosciuta a corte (insieme al latino e al tedesco), era utilizzata come lingua della poesia, come mezzo linguistico di comunicazione nelle accademie letterarie (diffusesi in Germania dopo la nascita della prima accademia letteraria fondata da Ferdinando III nel 1650) e come lingua per stilare alcuni tipi di documenti come testamenti. Questo prestigio dell'italiano, in altri settori oltre a quello della musica, declinò verso la fine del secolo (sebbene Maria Teresa, Giuseppe II e Kaunitz parlassero e scrivessero in italiano).
Un caso inverso è testimoniato da Carlo Denina il quale lamenta una scarsa diffusione dell'italiano in città come Berlino, dove la lingua di cultura nelle accademie era il francese.
I tedeschi parlavano un tipo di italiano alquanto diverso da quello dei francesi o degli inglesi, dalle caratteristiche pratiche e colloquiali (con molte influenze del veneziano) che si mantenne separato dall'italiano dell'opera invece utilizzato in uno specifico ambiente musicale.

#### Wolfgang Amadeus Mozart
Dell'ampia diffusione della lingua italiana nel XVIII secolo in Austria è un esempio lampante il caso di Mozart (sebbene costituisca quasi un unicum nel panorama musicale europeo): egli apprese l'italiano da bambino dal padre in maniera del tutto spontanea e lo utilizzò anche fuori dall'ambito musicale in contesti familiari ed epistolari.
Nell'italiano di Mozart si trovano termini di molteplici valenze: volgare, provocatorio, giocherellone, ma anche dalle caratteristiche colloquiali utilizzate dai tedeschi a quei tempi. Da notare infatti la non influenza dell'italiano melodrammatico, tipico dei libretti, nell'uso colloquiale a dimostrazione del fatto di come nei paesi di lingua tedesca questi diversi usi dell'italiano fossero settoriali, come già accennato precedentemente. Questo non accadeva in Voltaire, il cui italiano era alquanto influenzato dai libretti d'opera.
Il caso di Mozart, ad ogni modo, costituisce un esempio significativo di come l'italiano come lingua per l'opera nei paesi di lingua tedesca, avesse raggiunto il momento culminante di supremazia linguistica.

### In Inghilterra
L'opera italiana si diffonde nell'Inghilterra del Seicento in un contesto ancora privo di una vera e propria tradizione operistica, seppure si manifestassero saltuariamente tentativi di costruirne una che esprimesse resistenza verso il melodramma italiano. La diffusione della lingua italiana conobbe periodi di prestigio alternati a periodi di declino per tutta la durata dei secoli Seicento e Settecento, ma rimase comunque relegata ad un contesto d'uso elitario proprio del melodramma, della letteratura e della cultura in generale, da parte di personalità appartenenti all'alta società.

#### Contesto storico-culturale
Il contesto musicale teatrale nel Seicento inglese presentava, oltre a musiche di scena per il dramma (i cosiddetti plays with music), il masque, una forma di teatro musicale in cui si riconobbe l'influsso del recitativo italiano. La produzione operistica locale è ridottissima; si possono citare alcune opere: The Siege of Rhodes su libretto di William Davenant (1656), Albion and Albanius, libretto di John Dryden e musica di Louis Grabu (1685), Venus and Adonis di John Blow e infine Dido and Aeneas di Henry Purcell (1689) considerato il capolavoro della musica teatrale inglese.
È subito dopo la morte di Henry Purcell (nel 1695) che l'opera italiana comincia a penetrare anche in territorio inglese grazie anche ad alcune personalità rappresentative del canto italiano a Londra, anche se comunque, per i primi decenni del Settecento, non si parla ancora di una vera e propria "moda" italiana: vi era una diffusa una certa diffidenza verso lo spettacolo operistico (italiano in particolare) rafforzata da una mentalità razionalistica e religiosa propria di quel momento e dalla difficoltà di comprensione della lingua italiana.
Ad ogni modo, pur non imponendosi del tutto, l'opera italiana influenzò quella inglese: ne sono esempi Rosamond di Thomas Clayton (1707) o Arsinoe, Queen of Cyprus su libretto di Tommaso Stanzani (1705). Vi fu poi un periodo di compresenza di entrambe le lingue in una medesima opera cantata: i personaggi principali cantavano in italiano, gli altri in inglese.
Con l'arrivo di Haendel in Inghilterra, nel 1711, l'operismo italiano si impose definitivamente, soprattutto nei teatri di Haymarket e Covent Garden: furono investiti fondi nel reclutamento di artisti e professionisti dell'opera. Una testimonianza di questa diffusione del melodramma italiano a Londra, è data dal biografo di Haendel, Chrysander, che ricorda che dal 1719 al 1728, la Royal Academy of Music (associazione di nobili fondata nel 1719) sostenne economicamente l'opera in lingua straniera dando nei principali teatri di Londra, 487 esecuzioni di opere italiane (245 di Haendel, 108 di Giovanni Maria Bononcini, 55 di Ottavio Ariosti e 79 di altri).
Fino al declino dell'operismo italiano dopo gli anni '80 del Settecento, la lingua italiana si mantenne come mezzo di comunicazione principale dell'opera e fu contrastata da opere inglesi come quelle di Thomas Augustine Arne. Per quanto riguarda la librettistica italiana, un grosso contributo fu dato da Lorenzo da Ponte che trascorse a Londra gli anni dal 1792 al 1805; anche se le sue Memorie non descrivono le reazioni del pubblico o il suo livello di comprensione dei testi, sappiamo comunque che i suoi libretti recavano sempre una traduzione inglese.
Il melodramma italiano, in Inghilterra, non conobbe un successo come quello ottenuto in Germania: rimase uno spettacolo elitario, non gradito al grande pubblico, che preferiva forme teatrali musicali come il Masque o la popolare Ballad Opera (come la Beggar's Opera del 1728).

#### Apprendimento dell'italiano nell'Inghilterra del XVII e XVIII secolo
Dopo una fase di grande diffusione avvenuta nel Cinquecento, in cui l'inglese subì una forte influenza dell'italiano (tanto che si parlò di italianised english, cioè quell'italiano imparato da inglesi che compivano viaggi in Italia o che apprendevano da maestri italiani in Inghilterra), nel XVII secolo, l'italiano subì una fase di recessione, specie dopo la conclusione del regno di Giacomo I (nel 1625).
Per tutto il Seicento fino ai primi decenni del Settecento, la cultura e la letteratura italiana non saranno più coltivate come prima, sebbene occorrano casi di viaggiatori del Grand Tour che si avvicinano alla lingua italiana. Agli inizi del Settecento si assisterà ad un fenomeno di apprendimento della lingua italiana per comprendere i libretti d'opera che, sebbene venissero scrupolosamente tradotti in inglese in un primo tempo, quest'uso si ridurrà sensibilmente. Una personalità che contribuì fortemente alla diffusione dell'italiano sotto un profilo altamente qualitativo e professionale fu Giuseppe Baretti, grande maestro di lingua, di cultura e di letteratura.
Tra le motivazioni che spingevano gli inglesi ad apprendere la lingua italiana, oltre all'amore per la letteratura e a ragioni turistiche, culturali e sociali vi era anche quella musicale, propria di artisti (spesso cantanti) che si preparavano alla professione del melodramma italiano, e di ascoltatori e spettatori che volevano poter godere meglio di questo tipo di spettacolo.

### Negli altri paesi europei

#### Spagna
Durante il Siglo de Oro il teatro musicale spagnolo è unicamente in lingua spagnola; grandi autori come Pedro Calderón de la Barca e Lope de Vega sono scrittori indiscussi di drammi per musica un genere conosciuto come la zarzuela.
L'opera italiana penetra solo nel XVIII secolo introdotto da Filippo V che aveva sposato una principessa italiana. Vengono chiamati a corte cantanti famosi come Carlo Broschi (detto il Farinello) nel 1737 e fino al 1760 l'opera italiana conosce una fase di grande splendore. In questo periodo, sebbene la lingua delle rappresentazioni fosse l'italiano, i libretti d'opera recavano sempre la traduzione in spagnolo e, comunque il pubblico veniva fornito di una stampa bilingue.

#### Portogallo
In Portogallo, l'opera italiana trovò inizialmente un clima sfavorevole alla penetrazione nelle corti e nei teatri a causa di remore soprattutto religiose che non vedevano bene la rappresentazione dei temi tipici del melodramma.
La situazione cambiò nel 1750, quando salì al trono Josè I, il quale fece costruire tre teatri e favorì con grandi investimenti l'opera metastasiana. Questa stagione fortunata si concluse a causa del terremoto che nel 1755 colpì gravemente, tra gli altri edifici, anche i centri teatrali della capitale.

#### Russia
La politica di europeizzazione di Pietro il Grande favorì l'opera italiana in ogni suo aspetto. In un primo momento vennero reclutati musicisti tedeschi, soprattutto da parte della nipote dello zar Anna Ivanovna e dal 1730 in poi furono aperte le porte all'opera italiana tramite la corte di Dresda che fungeva da mediazione.
Alla corte russa giunsero artisti come i fratelli Ristori e il compositore napoletano Francesco Araja che, giunto nel 1735, operò per vent'anni. L'opera italiana conobbe un maggior splendore sotto il regno di Elisabetta Petrovna, con la presenza di Giovanni Battista Locatelli, e sotto il regno di Caterina II, illuminata e appassionata di musica, la quale chiamò a corte artisti come Galuppi, Traetta, Paisiello, Sarti e Cimarosa.
L'opera italiana non tardò però a cedere il passo all'opéra-comique, più gradita al pubblico nobile di San Pietroburgo per ragioni di comprensione della lingua, visto che il francese era allora molto diffuso in Russia.

#### Altri paesi dell'Europa settentrionale
La Polonia accolse l'opera italiana insieme ad altri generi provenienti da altri paesi d'Europa (per esempio il teatro drammatico e musicale francese) e fece uso nell'ambiente del teatro di diverse lingue come polacco, italiano, francese, latino, tedesco e altre lingue slave.
La Danimarca avviò un'attività operistica che prevedeva la rappresentazioni di opere in italiano e in danese, inoltre accolse alla corte alcuni compositori e cantanti italiani. La Svezia ospitò con minore favore, l'opera sia italiana che francese, per istituire poi nel 1770 una propria tradizione operistica nazionale.

## Questioni linguistico-musicali in Francia
In Francia si sviluppa una vera e propria querelle sulla lingua per l'opera, a differenza di altri paesi europei che assistettero a casi isolati di espressione d'opinione sull'uso e proprietà dell'italiano nel melodramma.
Il dibattito francese può essere suddiviso in due fasi principali: una del Seicento (che vede come principali intellettuali Dominique Bouhours e François Raguenet) e una del Settecento (la cosiddetta Querelle des bouffons nata dopo la messa in scena dell'opera La Serva Padrona di Pergolesi). Le ragioni che causarono il dibattito linguistico furono principalmente due: la presenza di una tradizione operistica francese che si oppose alla diffusione dell'opera italiana e il dibattito critico, svoltosi in ambiente più letterario che linguistico, in cui si cercava di mostrare la superiorità della lingua francese rispetto a quella italiana.

### La questione linguistica nella Francia del Seicento
Un primo accenno alla querelle si ritrova negli Entretiens d'Ariste et d'Eugène del gesuita Dominique Bouhours nel 1672, un libello che suscitò grandi polemiche nel clima dell'Arcadia, ma che testimoniava una presa di coscienza del ruolo della cultura italiana nel panorama europeo. In questo libello, il Bouhours sostiene la superiorità del francese sulla base dell'accento. Il Muratori replica nel Trattato della perfetta poesia italiana come l'italiano, invece di "sospirare", "buffoneggi", un retaggio ancora legato alla commedia dell'arte. La visione illuminista di Voltaire, che seguì molto il melodramma italiano dal punto di vista dei testi cantati, sosteneva che l'immagine della lingua e della cultura italiana è prevalentemente legata all'opera lirica.
In un secondo tempo della querelle italo-francese l'abate François Raguenet, librettista francese, (si assiste ad una comparazione fra l'opera italiana barocca e quella francese) in un'opera intitolata Parallèle des Italiens et des François en ce qui regarde la musique et les opéra (1750), grande sostenitore dell'opera di Jean Baptiste Lully, analizza gli impianti operistici italiani e francesi prendendo in esame ogni elemento: la lingua, il libretto, i cantanti, le voci, gli strumentisti, i recitativi, le arie, le sinfonie, le danze, le macchine, le decorazioni. Il suo giudizio pende esclusivamente dalla parte francese, sostenendo che l'opera barocca italiana presenti forte staticità in base al fatto che le arie sono preferite rispetto all'azione del recitativo. Un punto a favore per l'opera italiana però è la sua lingua: Raguenet sostiene che "la lingua italiana ha un grande vantaggio sulla lingua francese per il canto, in quanto tutte le vocali suonano molto bene, mentre invece la metà delle vocali della lingua francese sono vocali mute, quasi prive di suono".

### Laquerelle des bouffons
La questione della lingua per la musica raggiunge il massimo fervore nel 1752, con la Querelle des bouffons, riguardo al nuovo stile musicale proposto dall'Opera buffa della Serva Padrona di Pergolesi. Una reazione a questa novità stilistica musicale è raccontata nel Saggio sopra l'opera in musica dell'Algarotti: "Quando ecco fu udito in Francia lo stile naturale ed elegante insieme della Serva Padrona con quelle sue arie tanto espressive, con que' suoi graziosi duetti; e la miglior parte de' Francesi prese partito a favore della musica italiana. Così quella rivoluzione che non poteron operare per lunghissimi anni in Parigi tante nostre elaboratissime composizioni, tanti passaggi, tanti trilli, tanti virtuosi, lo fece in un subito un Intermezzo e un paio di buffoni". Gli enciclopedisti francesi dell'epoca, come Voltaire, D'Holbach, Rousseau, Diderot e anche italiani (come Calzabigi nella sua Lulliade), denotano temi quali la rivendicazione del comico e del quotidiano, l'espressività vocale e sentimentale della natura, il legame tra la parola e la musica, una nuova poetica linguistica e drammaturgia musicale.
In questo clima, l'italiano come lingua per la musica riceve un nuovo fondamento nel panorama artistico musicale d'Europa, derivato da un'idea rinnovata sull'italiano in relazione alla musica. Rousseau, nella Lettre sur la musique françoise (1753), espone che "qualsiasi musica trae il proprio carattere principale dalla lingua"; in altre parole è la prosodia di una lingua che costituisce il suo carattere (tesi ripresa in seguito da Mozart per sostenere la necessità di un'opera tedesca). Rousseau analizza l'italiano per la musica nelle componenti che riguardano la melodia, l'armonia, il movimento, la misura, cogliendo aspetti stilistici innovativi.
L'opera buffa italiana, grazie anche al contributo innovativo di Pergolesi, assunse una nuova facciata: il canto e le nuove forme metriche fornirono un modello stilistico che fecero della lingua italiana in rapporto alla musica un mito europeo, che, autori come Mozart o Stendhal, sentirono molto vicino come immagine del loro tempo.

### La visione illuminista sulla musicalità delle lingue
Rousseau, riprendendo l'argomento della musicalità delle lingue in un trattato filosofico dal titolo Essai sur l'origine des langues, delinea le caratteristiche musicali di una lingua intesi come: accento musicale, accento prosodico e accento vocale, asserendo che nessuna lingua moderna non possieda nessuna di queste caratteristiche e nonostante neanche l'italiano sia una lingua di per se stessa musicale, si presterebbe per la musica più del francese. Questo concetto viene ripreso anche nella voce "Opéra" del Dictionnaire de la musique in cui si osserva come le lingue antiche si prestassero molto bene al canto al contrario delle lingue moderne e di come tra queste ultime, quelle prive di musicalità e flessibilità siano meno capaci di piegarsi al ritmo e alla melodia.
Sulla stessa linea di Rousseau è la visione di Diderot, che in una lettera del 1751(Lettre sur les sourds et les muets), sostiene il carattere passionale della lingua italiana rispetto a quello più razionale e comunicativo della lingua francese. La maggiore appropriatezza al canto della lingua italiana deriva infatti dalle sue caratteristiche di flessibilità, armonia, ritmo e di possibilità di inversione. "La nostra è tra tutte le lingue la più castigata, la più esatta e la più stimabile [...] Il francese è fatto per istruire, chiarire e convincere; il greco, il latino, l'italiano, l'inglese, per persuadere, commuovere e ingannare; parlate greco, latino, italiano al popolo, ma parlate francese al saggio".

## Termini italiani nella musica
La gran parte della terminologia musicale (presente nelle lingue europee), appartenente all'ambito della musica classica, è di origine italiana. Non ci sono stati veri e propri studi e analisi specifici su questa diffusione terminologica nei secoli passati, ma casi marginali e episodici, nel XVIII secolo, da parte di critici italiani e stranieri sulla supremazia dell'italiano come lingua per la poesia e la musica.
Vari studi linguistici sono stati realizzati, sia su piano sincronico, come il Terminorum musicae index septem linguae redactus (Pauly-Wissova, 1980) o il Practical vocabulary of music (Braccini, 1992-2005), che diacronico, come il moderno Grove Dictionary of Music and Musicians, che offrono elementi per delineare un quadro complessivo della diffusione degli italianismi musicali utilizzati nelle lingue d'Europa.
Infine uno dei contributi fondamentali alla ricostruzione della terminologia italiana in ambito musicale è il dizionario di Harro Stammerjohann, ora disponibile online.
Il livello di penetrazione degli italianismi nelle lingue d'Europa è tanto diversificato quanto l'uso che ne viene fatto: si varia da un minimo rappresentato solo da indicazioni di partitura a un uso vero e proprio dell'italiano come "esperanto della musica". Le categorie semantiche principali sono: voci teoriche, nomi di strumenti, indicazione di partitura (tempo, dinamica, ecc.).
L'influenza della lingua italiana e di conseguenza la diffusione dei termini italiani nella musica si concentra in un periodo che va dal XVII secolo al XIX specialmente nella musica strumentale del Seicento (che ebbe tra i maggiori esponenti Vivaldi, Corelli, Torelli e Albinoni), specie quella per archi. I termini analizzati sono utilizzati in vari contesti: nella denominazione degli strumenti, sia a corda, che a fiato, che a tastiera; nelle forme musicali come il concerto grosso; nelle forme poetiche come il madrigale, la canzone; nella teoria musicale (di origine latina e medievale) ed infine nel linguaggio della partitura, "un esperanto a base italiana diffusosi velocemente e ampiamente laddove si praticava la musica moderna occidentale". Questa diffusione centrifuga dell'italiana si esaurì nel primo novecento quando si svilupparono genere musicali tipicamente novecenteschi come il Jazz, in cui questa volta si ha a che fare con termini, in lingua inglese e portoghese brasiliano (si pensi ai termini come "Medium Swing", "Up tempo Swing", "Fast Jazz", "Bossa", per indicare la velocità del tempo, che si leggono nelle pagine degli spartiti del Real Book) o generi che hanno portato alla nascita di nuovi strumenti musicali elettronici.

### Italianismi musicali nel francese
Lo scambio di idee, concetti che si ebbe in ambito musicale fra Francia e Italia fu continuamente alimentato e ispirato da una forte spinta competitiva e si svolse in un periodo che comprese i secoli XVII e XVIII.
La grande tradizione violinistica, esportata dal Corelli in tutta Europa, investì e riformò tutta l'attività di liuteria in cui la Francia eccelleva, riformando anche tutta la terminologia tecnica di questo settore; l'istituzione del Concert Spirituel accolse molti musicisti italiani, tra cui i grandi virtuosi dell'epoca, per eseguire brani appartenenti al repertorio sacro e profano.
Di grande rilevanza, come responsabile della diffusione terminologica italiana negli spartiti, fu il ruolo dell'editoria, pressoché assente in Italia: i musicisti italiani facevano stampare le loro musiche dagli editori stranieri, tra cui un ruolo di spicco avevano i francesi, e questo avrà certamente avuto un notevole riflesso nella diffusione di una terminologia in massima parte di origine italiana.
Tra le principali documentazioni degli italianismi in ambito musicale presenti nel francese possiamo citare il Dictionaire de Musique di Sebastien de Brossard (1703) e il famoso Dictionaire de Musique di Jean Jacques Rousseau (1767), più aperto verso le voci italiane il primo (su 1044 lemmi, 640 ca. sono italiani, il resto italianismi adattati) e più purista il secondo (Rousseau aveva criticato fortemente la troppa apertura del suo predecessore alle voci italiane).

### Alcuni termini ancora utilizzati
Elenchiamo alcune voci di origine italiana che si mantengono tuttora in varie lingue europee. Nel suo saggio La penetrazione degli italianismi musicali in francese, spagnolo, inglese, tedesco, Ilaria Bonomi suddivide i termini più diffusi per strumenti, canto e opera, teoria e composizioni, nelle lingue francese, spagnola, inglese, tedesca, ungherese e russa (siglate come F, S, I, T, U, R):

#### Strumenti
- Contrabbasso: F contrebasse / S contrabajo /  I (double bass) / T Kontrabaß / U kontrabassusz / R kontrabas;
- viola: F alto / S viola /  I viola / T Viola o Bratsche / U viola / R viola;
- Violoncello: F violoncelle / S violonchelo, chelo /  I violoncello, cello / T Violoncello, Cello / U csello / R violončel';
- Clavicembalo-cembalo: F clavecin / S clavicémbalo, clavecín, clave /  I cembalo-harpsichord / T Cembalo, Klavier / U cembalo, csembaló / R čembalo, klavesin;
- pianoforte: F pianoforte / S pianoforte /  I pianoforte, piano / T Pianoforte, Klavier / U zongora/ R fortepiano;

#### Canto e opera
- baritono: F baryton / S baritono /  I baritone / T Bariton / U bariton / R bariton;
- basso: F basse / S bajo /  I bass / T Baß / U basszus / R bas;
- contralto: F alto, contralto / S contralto /  I alto, contralto / T Alt, Altistin / U alt / R kontral'to, alt;
- soprano: F soprano / S soprano, tiple /  I soprano / T Sopran / U szopran / R soprano;
- tenore: F ténor / S tenor /  I tenor / T Tenor / U tenor / R tenor;
- aria: F air, aria/ S aria /  I aria / T Aria/ U ária / R arija;
- libretto: F livret / S libreto /  I libretto, text / T Libretto, Operntext / U librettó / R libretto;

#### Teoria e composizioni
- cantata: F cantata / S cantata, cantada /  I cantata / T Kantata / U kantáte / R kantata;
- cavatina: F cavatine / S cavatina /  I cavatina / T Kavatine / U cavatina / R kavatina;
- concerto: F concerto / S concierto /  I concerto / T Konzert / U koncert / R koncert;
- duetto: F duetto / S dueto /  I duet / T Duett / U duett / R duèt;
- sonata: F sonate / S sonata /  I sonata / T Sonate / U szonáta / R sonata;[6]

Da citare, in questo contesto, alcuni degli italianismi più usati in musica classica secondo la definizione del dizionario di Stammerjohann: 
- velocità del tempo: allegro avv. mus. Av. 1566 "Da eseguire in modo abbastanza rapido, tra il presto e l'andante".; adagio s. m. mus. 1758, presto s. m. mus. 1765; andante agg. mus. 1687;
- variazioni di tempo: accelerando [akseleʀɑ̃do, atʃeleʀando] s. m., pl. -dos mus. 1840 (accelerando, 1885 accelerando); rallentando avv. mus. 1826. "Con una progressiva diminuzione della velocità; ritardando, ritenuto".
- dinamica: piano avv. mus. 1584. "Con bassa intensità sonora".; fortissimo s. m. mus. 1752. "Il massimo grado di sonorità".
- modalità di esecuzione: arpeggio s. m. mus. 1708. "Esecuzione in successione delle note di un accordo".; legato († ligato ) agg. mus. Av. 1590. "Da eseguirsi senza interruzione fra due suoni consecutivi (note, un passaggio)".
- abbellimenti: trillo s. 1. mus. 1601. "Rapido alternarsi di una nota con un'altra superiore o, più raramente, inferiore di un tono o di un semitono"; mordente s. m. mus. 1723. "Varietà molto breve di trillo".; gruppetto s. m. mus. Ca. 1535. "Abbellimento costituito da un'acciaccatura doppia o tripla; il segno che simboleggia tale abbellimento".; acciaccatura s. f. mus. 1708. "Abbellimento che consiste nella rapida esecuzione di note accessorie prima della nota principale".[7]